# Felix Asinianus

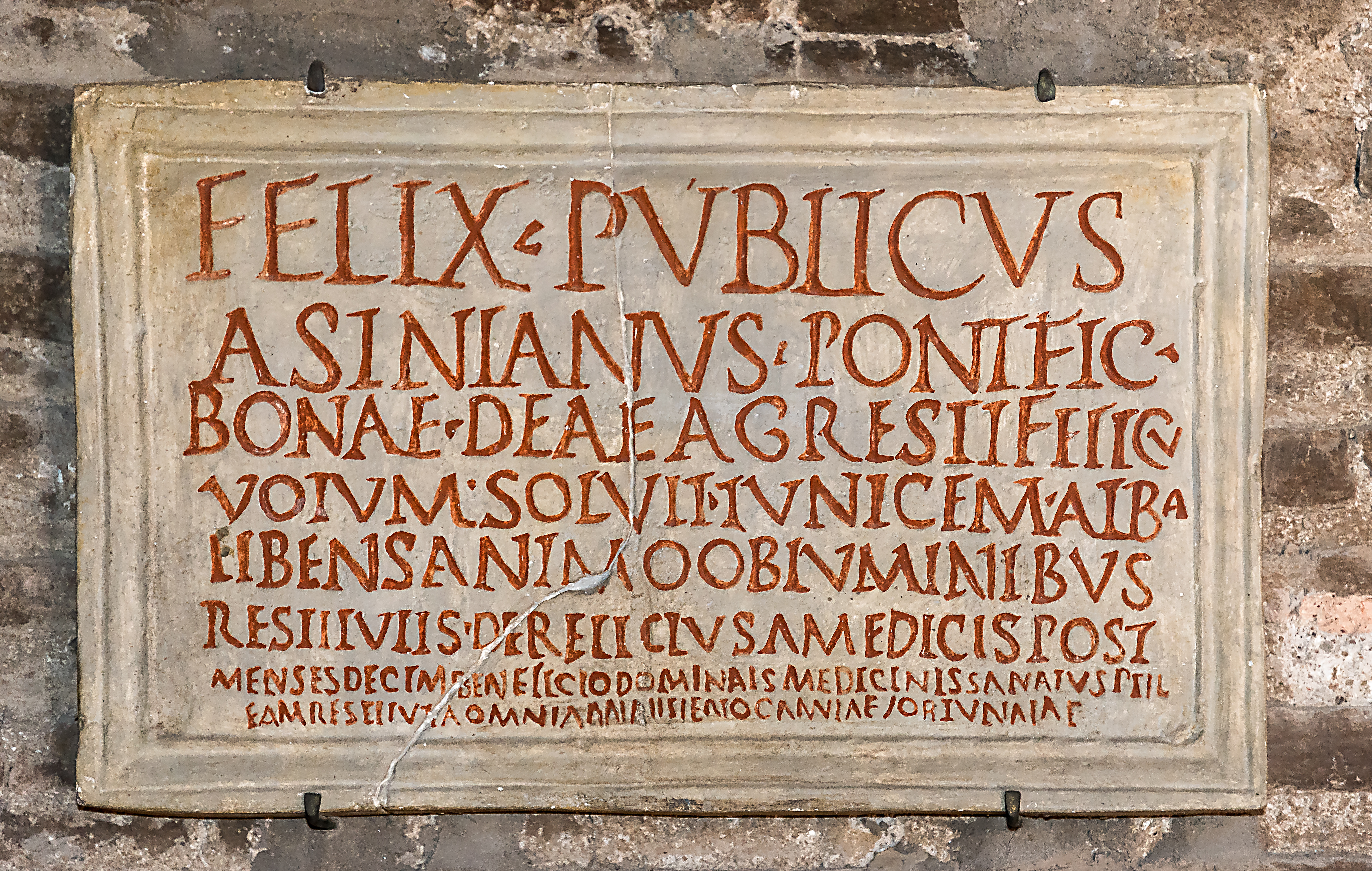
Widmungsinschrift des Staatssklaven Felix Asinianus an die Gute Göttin (Bona Dea) aus dem 1. Jahrhundert (CIL 06 68)

Felix Asinianus war Staatssklave (publicus) und stand im Dienst der Pontifices in Rom. Er lebte in der ersten Hälfte des 1. Jahrhunderts und litt an einer schweren Augenkrankheit, die von den Ärzten nicht erfolgreich behandelt werden konnte. Felix Asinianus wurde schließlich im Heiligtum der Bona Dea, nach einer zehnmonatigen Behandlungsdauer, durch die Pflege der Priesterin Canniae Fortunatae geheilt. Als Zeichen seiner Dankbarkeit opferte der vollständig genesene Felix Asinianus die zuvor gelobte weiße Färse und ließ zusätzlich eine Widmungsinschrift im Tempel der Bona Dea auf dem Aventin anbringen.